# Thomas Tull
Pour les articles homonymes, voir Tull.
Thomas Tull est un producteur de films né en 1970. Il est le fondateur de Legendary Pictures, crée en 2007 et qui devient indépendant en 2013, après avoir beaucoup travaillé avec la Warner (notamment sur les trilogies The Dark Knight et Very Bad Trip). En 2016, Thomas Tull décide de démissionner de son poste de PDG de Legendary Pictures après la revente de la société au groupe chinois Dalian Wanda.

## Filmographie
- 2011 : Sucker Punch de Zack Snyder
- 2013 : Pacific Rim de Guillermo del Toro
- 2014 : Godzilla de Gareth Edwards
- 2016 : La Grande Muraille (The Great Wall, 長城) de Zhang Yimou
- 2017 : Kong: Skull Island de Jordan Vogt-Roberts
- 2018 : Pacific Rim Uprising de Steven S. DeKnight
- 2018 : Jurassic World: Fallen Kingdom de Juan Antonio Bayona
- 2019 : Godzilla 2 : Roi des monstres de Michael Dougherty
- 2020 : Godzilla vs Kong de Adam Wingard